# Ариф Ширвани
Ариф Ширвани (азерб. Arif Şirvani; 1786, Лахыдж, Лахыджский магал, Ширванское ханство — 1866, Эриван, Эриванское ханство) также Кербалаи Аллахи Ариф (азерб. Kərbəlayi Allahi Arif) — азербайджанский поэт, писавший в основном газели.

## Биография
Ариф Ширвани родился в 1786 году в селе Лахыдж Ширванского ханства. В своих произведениях он обличал тиранию и несправедливость своего времени, отсутствие верного гражданина. 
Ариф находился при дворе Ширванского правителя Мустафы-хана (1792—1820), 
Разочаровавшись в нём и его политике, он отправился во дворец правителя Эриванского ханства Хусейн-хана, где и прожил до конца жизни, скончавшись в городе Эриван в 1866 году.